# إدارة غوافياري
إدارة غوافياري واحدة من 32 إدارة في كولومبيا، تقع في المنطقة الوسطى الجنوبية من البلاد. عاصمتها سان خوسيه ديل غوافياري. تم إنشائها في 4 يوليو 1991 بموجب الدستور الكولومبي الجديد.